# شيلبي د. هنت
شيلبي د. هنت (بالإنجليزية: Shelby D. Hunt)‏ هو منظر أعمال ‏ أمريكي، ولد في 1939.